# Waschhaus (Marolles-en-Brie)

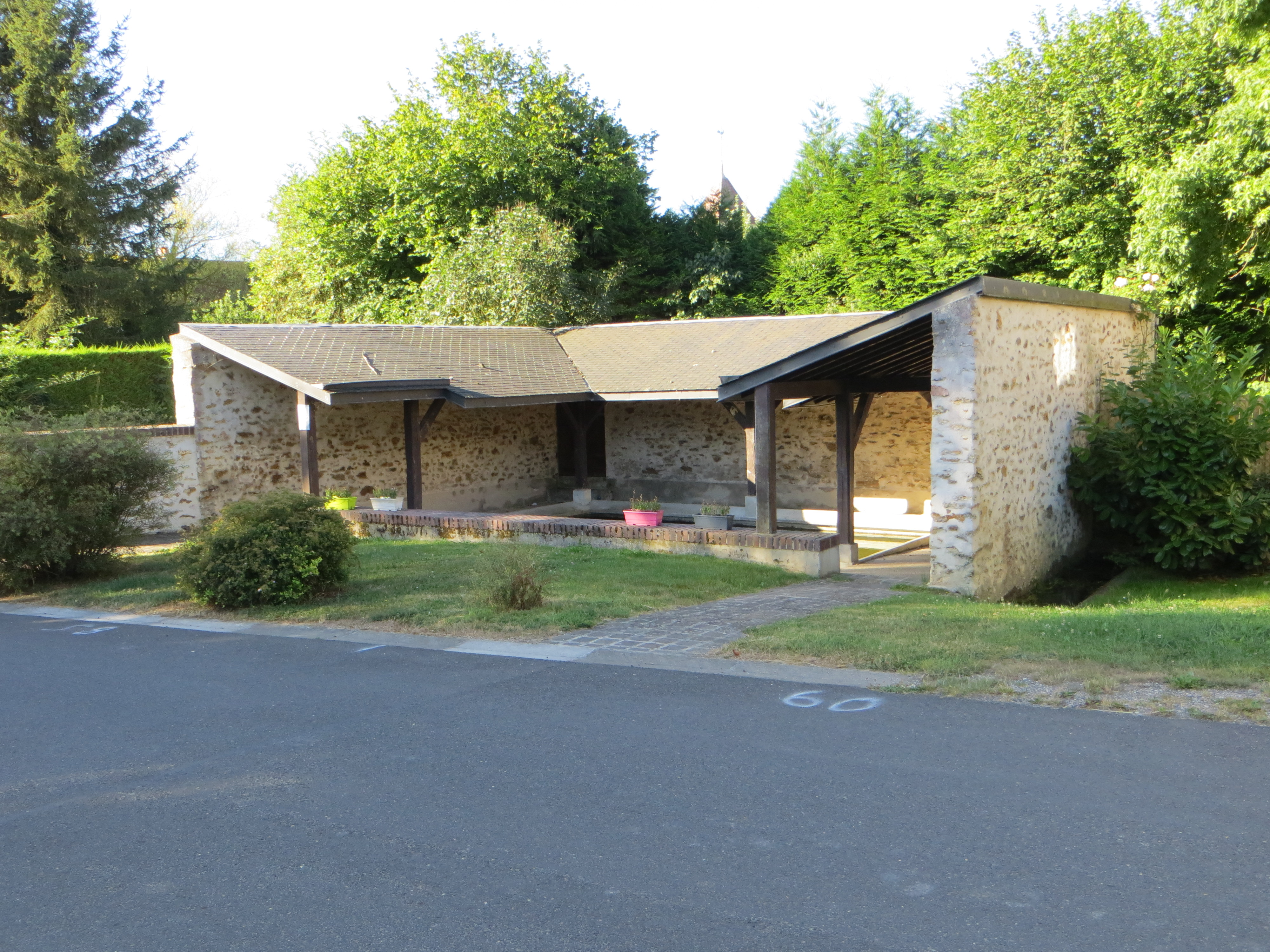
Waschhaus in Marolles-en-Brie

Das Waschhaus (französisch lavoir) in Marolles-en-Brie, einer französischen Gemeinde im Département Seine-et-Marne in der Region Île-de-France, wurde im 19. Jahrhundert errichtet. 
Das öffentliche Waschhaus an der Rue du Cèdre ist an drei Seiten mit Pultdächern versehen, die die Wäscherinnen bei jedem Wetter schützten. Das Waschhaus mit Mauern aus Bruchstein wurde in den letzten Jahren renoviert.